# كأس الخليج للأندية 2003
كأس الخليج للأندية 2003 هو الموسم 20 من  كأس الخليج للأندية. أشرف على تنظيمه الاتحاد الآسيوي لكرة القدم، وكان عدد الأندية المشاركة فيه  5، وفاز فيه النادي العربي الكويتي.